# Øresund
L'Øresund (nom danès; en suec, Öresund) és l'estret que separa l'illa danesa de Sjælland de la província meridional sueca d'Escània. Té una llargada de 105 km i la seva amplada varia de 48 km a 6 km, amb una profunditat mínima de 7 m.
L'Øresund és un dels tres estrets danesos és una de les quatre vies navegables (amb el Great Belt, el Little Belt i el canal de Kiel) que connecten la mar Bàltica amb l'oceà Atlàntic a través de Kattegat, Skagerrak i la mar del Nord; això el converteix en una de les vies navegables més transitades del món.
El pont de l'Øresund travessa aquest canal unint Copenhaguen (Dinamarca) i Malmö (Suècia), connecta una àrea metropolitana binacional amb prop de 4 milions d'habitants. i va ser inaugurat l'1 de juliol del 2000 pel rei Carles XVI Gustau de Suècia i la reina Margarida II de Dinamarca. Hi ha també un servei regular de ferris entre les ciutats de Helsingborg (Suècia) i Helsingør (Dinamarca), al punt més estret del canal. La ruta del ferri HH, entre Helsingør, Dinamarca i Helsingborg, Suècia, a la part nord d'Øresund, és una de les rutes de ferri internacionals més concorregudes del món, amb més de 70 sortides des de cada port per dia.

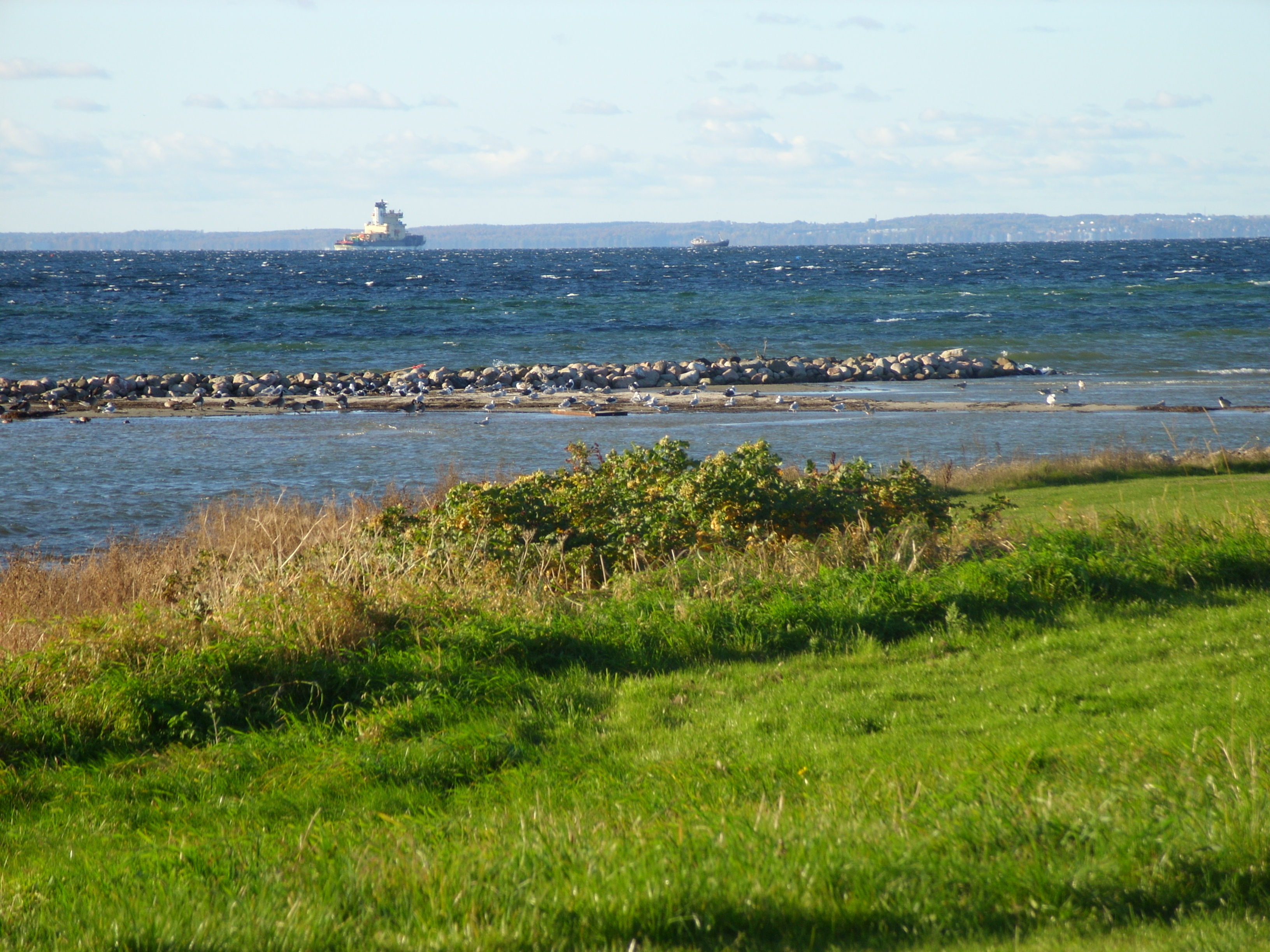
Dinamarca (Zelàndia) vista des del costat suec (Scania) d'Øresund

Øresund és un estret geològicament jove que es va formar fa entre 8500 i 8000 anys com a conseqüència de l’augment del nivell del mar. Anteriorment, el llac Ancylus, un cos d'aigua dolça que ocupa la conca del Bàltic, havia estat connectat al mar únicament a través del Gran Belt. La incursió d'aigua salada per Øresund va marcar l'inici del mar Bàltic modern com a cos d'aigua salada.

## Nom
L'estret s'anomena Øresund en danès i Öresund en suec, informalment Sundet (lit. "el so") en ambdues llengües. La primera part del nom és øre "platja de grava/sorra", i la segona part és sund, és a dir, "so, estret".
El nom s'acredita per primera vegada en una pedra rúnica datada ca. 1000 dC, on s'escriu com a ura suti, es llegeix com a nòrdic oriental antic /øːrasundi/ (datiu). La forma del nom nòrdic occidental (i islandès modern ) és Eyrarsund. O és la forma moderna de la paraula nòrdica antiga (AUR) significa una platja de grava o de baix fons (ayre), sovint formant un cordó litoral. Aquestes formes de relleu són comunes a la zona i "ör" es troba en molts topònims al llarg de l'estret, per exemple Helsingør, Skanör, Dragør i Halör, un important centre de comerç durant l'època vikinga.

## Límits
El límit nord entre Øresund i Kattegat és una línia que va des de Gilleleje al pic nord de Zelanda fins al punt més occidental de Kullaberg (far de Kullen) a la península més petita al nord d'Helsingborg, coneguda com a Kullaberg. Al sud, el límit cap a la mar Bàltica comença a Stevns Klint, al cim més occidental de la península just al sud de la badia de Køge, de la península de Stevens a Falsterbo a la península de Falsterbo. El seu límit oriental és la costa sueca; a l'oest, Amager es pot considerar part d'Øresund (en aquest cas és l'illa més gran) o una part de Zelanda. Amager té vuit connexions amb Zelanda (dos ponts de carrer, un pont de carretera, un pont d'autopista, un túnel ferroviari de doble via, un metro subterrani i un pont de bicicletes), així com una autopista combinada i un ferrocarril de doble via cap a Escània i Suècia.

## Corrents, animals i salinitat
Øresund, com altres estrets danesos i daneso-alemanys, es troba a la frontera entre l'aigua salada oceànica (que té una salinitat de més de 30 PSU o per mil en pes) i la mar Bàltica, molt menys salada.
Com que el Kattegat al nord té condicions gairebé oceàniques i el mar Bàltic té aigües salobres a la conca principal (al voltant de 7 PSU) , les condicions de l'aigua d'Øresund són força inusuals i canviants. Els corrents marítims són molt complexos, però el corrent superficial sovint es dirigeix cap al nord (des del mar Bàltic), la qual cosa dona una salinitat superficial més baixa, tot i que els corrents poden canviar d'un dia a l'altre. La salinitat mitjana de la superfície és d'uns 10-12 PSU a la part sud, però per sobre de 20 PSU al nord d'Helsingør.
Prop del fons marí (on el mar és prou profund), les condicions són més estables i la salinitat és sempre oceànica (per sobre de 30 PSU) per sota d'una determinada profunditat que oscil·la entre els 10 i els 15 metres. A la part sud, això no obstant, la profunditat és de 5-6 metres (fora de les vies fluvials més aviat estretes Drogden i Flintrännan), i aquesta és la frontera definitiva de l'aigua salada oceànica, per tant, també una frontera per a moltes espècies marines d'animals. Només 52 espècies d'aigua salada conegudes resideixen al mar Bàltic central, en comparació amb les al voltant de 1500 al mar del Nord. Se sap que hi ha prop de 600 espècies en almenys alguna part d'Øresund. Exemples coneguts, dels quals la salinitat del fons fa una frontera de cria clara, inclouen la llagosta, els crancs petits (Carcinus maenas), diverses espècies de pleuronectiformes i la Medusa cabellera de lleó; aquest últim de vegades pot derivar cap al sud-oest del mar Bàltic, però no hi pot reproduir-se.

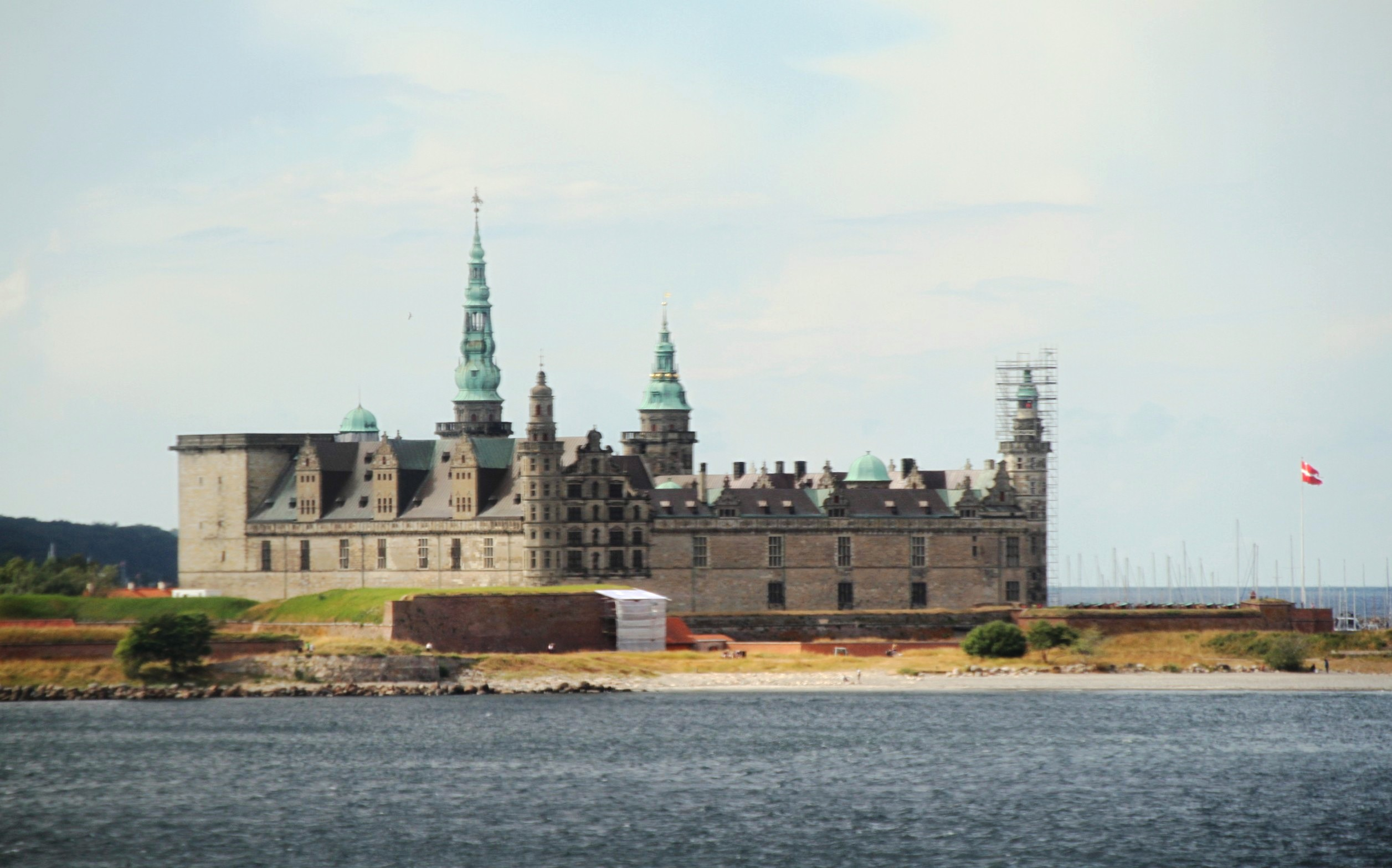
El castell de Kronborg està situat a l'extrem nord-est de l'illa de Zelanda, al punt més estret de l'Øresund.

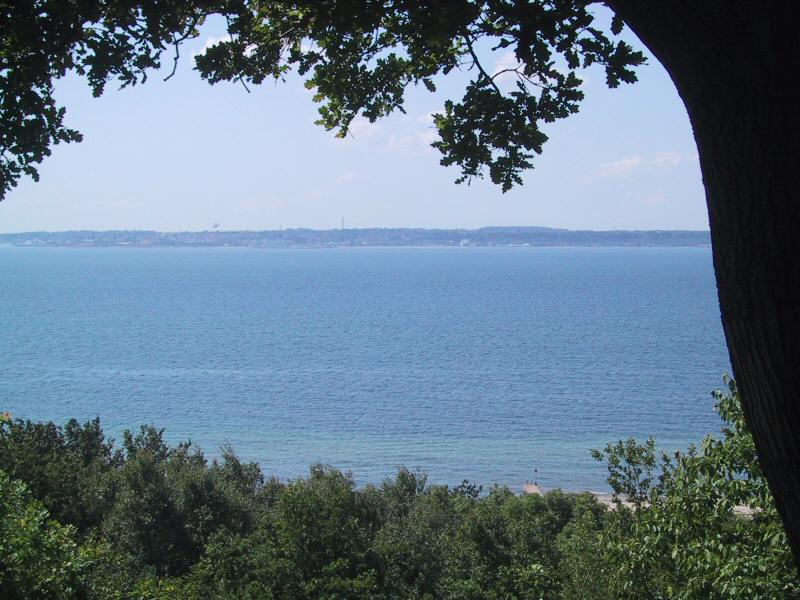
Nord de l'Øresund

Hi ha marees diàries, però l'atracció lunar no pot forçar molta aigua a moure's d'oest a est, o viceversa, en aigües estretes on el corrent és cap al nord o cap al sud. Per tant, no gran part de la diferència de nivells d'aigua a Øresund es deu a les marees diàries, i altres circumstàncies "amaguen" la petita marea que encara queda. El corrent té un efecte molt més fort que la marea sobre el nivell de l'aigua, però els forts vents també poden afectar el nivell de l'aigua. Durant condicions excepcionals, com ara tempestes i huracans, l'aigua oceànica pot fluir sobtadament al mar Bàltic a totes les profunditats. Aquests esdeveniments donen a les aigües profundes del sud del mar Bàltic una salinitat més alta, cosa que fa possible que el bacallà s'hi reprodueixi. Si no es produeix aquesta entrada d'aigua oceànica al mar Bàltic durant aproximadament una dècada, la cria del bacallà es posa en perill.
En general, quan el corrent es desplaça de nord a sud, mai gira 180 graus amb el mateix flux, sinó que el corrent "abaixarà a zero" i després comença a fluir en sentit contrari. (Fenomen local proper a les costes, pot diferir d'aquest patró general)
L'estret és responsable d'aproximadament el 25 per cent de l'intercanvi d'aigua entre el Mar Bàltic i Kattegat/Mar del Nord. Øresund generalment té un corrent superficial cap al nord que transporta aigua salobre des del mar Bàltic cap al Kattegat. Des del Kattegat, l'aigua salada flueix cap al sud pel fons. Les dues masses d'aigua no es barregen en condicions normals i tranquil·les, sinó que formen un termoclina amb un gran gradient en termes de salinitat i temperatura. El termoclina sol estar a una profunditat d'aproximadament 10-12 metres. Només en algunes situacions el vent serà prou fort per barrejar la columna d'aigua i així portar aigua salada des del Kattegat fins al mar Bàltic.
En cas de pluja intensa, les clavegueres al llarg de l'Øresund es veuen desbordades i aboquen aigua bruta.

## Història
El control polític d'Øresund ha estat un tema important en la història danesa i sueca. Dinamarca va mantenir el control militar amb la fortalesa costanera de Kronborg a Elsinore al costat oest i Kärnan a Helsingborg a l'est, fins que la costa oriental va ser cedida a Suècia el 1658, segons el Tractat de Roskilde. Ambdues fortaleses es troben on l'estret fa 4 quilòmetres d'amplada.
L'any 1429, el rei Eric de Pomerània va introduir els peatges del Sund que van romandre en vigor durant més de quatre segles, fins al 1857. Els peatges transitoris sobre l'ús de vies fluvials, carreteres, ponts i encreuaments eren llavors una forma acceptada de gravar que podia constituir una gran part dels ingressos d'un estat. Els peatges de l'estret van continuar sent la font d'ingressos més important per a la Corona danesa durant| diversos segles, fent així els reis danesos relativament independents del Consell Privat de Dinamarca i de l'aristocràcia de Dinamarca.
Per ser independent de l'Øresund, Suècia va dur a terme dos grans projectes, la fundació de Göteborg el 1621 i la construcció del canal de Göta de 1810 a 1832.
La Convenció de Copenhaguen de 1857 va abolir els peatges i va convertir l'estret danès en una via fluvial internacional.
El 2000 es va obrir una connexió fixa a través de l'estret, el pont de Øresund.

### Pont de l'Øresund
El pont de l'Øresund és un llarg pont que connecta la capital danesa de Copenhaguen amb la ciutat sueca de Malmö. El pont compta amb dues línies de tren i sis carrils per a vehicles. Per a la construcció es va crear l'illa artificial de Peberholm, on el pont trepitja una porció de terra ferma i es converteix en túnel. Va ser inaugurat el 2 de juliol de 2000 pel príncep hereu Frederic de Dinamarca i la princesa hereva Victòria de Suècia que es van reunir al centre del pont per a celebrar la fi de les obres.

### Projecte de metro
El 2013, les dues ciutats van iniciar una reflexió conjunta sobre la possibilitat de crear un metro que transités per l'Øresund. La ciutat de Malmö no té cap línia de metro, només autobusos, i Copenhaguen només té quatre línies de metro.

## Connexions
Les dues ciutats més grans de l'Øresund són Copenhaguen i Malmö, que estan connectades per l'Öresund Link per formar la Regió d'Øresund. La connexió de ferri més curta a través d'Øresund és entre Helsingør danès i Helsingborg suec. Allà, al nord de Copenhaguen i Malmö, hi ha la part més estreta de l'estret a uns quatre quilòmetres.

## Navegació
En un període de prova de quatre anys, el control de trànsit de vaixells danès-suec va demostrar que 200 incidents van requerir assessorament actiu per evitar una navegació i un aterratge insegurs. Des de l'1 de setembre de 2011, tots els vaixells de més de 300 GRT s'han de registrar a SOUNDREP si volen passar pel Sound, amb Kullen al nord i amb Trelleborg al sud.

## Illes notables

### Dinamarca
- Amager (part occidental és l'ampliació artificial de Øresund, o de Kalvebodene més precisament)
- Saltholm
- Peberholm – una illa artificial
- Middelgrundsfortet – una illa artificial
- Flakfortet – una illa artificial
- Amager Strandpark - una zona de platja artificial per a Copenhaguen
- Brøndby Strandpark - una zona artificial de platja per a Copenhaguen en Køge Bugt
- Vallensbæk-Ishøj Strandpark - una zona de platja artificial per a Copenhaguen en Køge Bugt

### Suècia
- Veuen (Hven en danès)

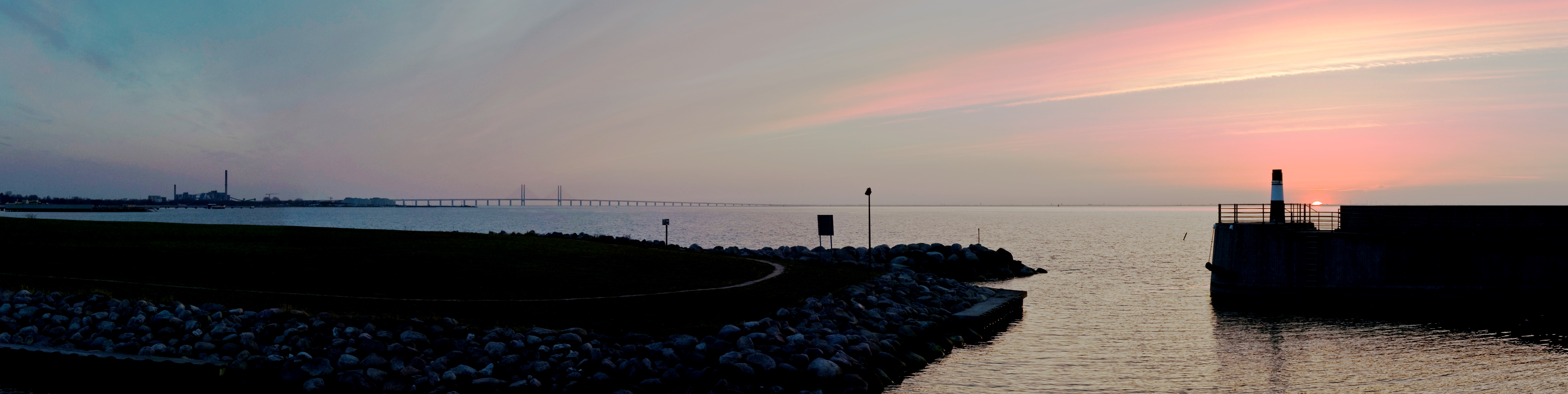
Estret d'Øresund des de Malmö

- Gråen – una illa artificial fora del port de Landskrona (ampliacions de Øresund en els segles 17 i 20)

## Badies

### Dinamarca
- Køge Bugt (Badia de Køge)
- Nivå Bugt (Badia de Nivå)
- Kalveboderne

### Suècia
- Lundåkrabukten (Lundåkra Bay)
- Lommabukten (Badia de Lomma)
- Höllviken